# Danby Wiske with Lazenby
Danby Wiske with Lazenby – civil parish w Anglii, w North Yorkshire, w dystrykcie (unitary authority) North Yorkshire. W 2011 civil parish liczyła 366 mieszkańców. W obszar civil parish wchodzi także Lazenby.